# Vallée de Xulab
Xulab Vallis
La vallée de Xulab (désignation internationale : Xulab Vallis) est une vallée située sur Vénus dans le quadrangle de Barrymore. Elle a été nommée en référence au nom maya de la planète Vénus.